# Samuel Périvier
Samuel Périvier, né le 20 septembre 1828 à Angles-sur-l'Anglin où il est mort le 25 novembre 1902, est un magistrat et homme politique français.

## Biographie
Fils de Jean Périvier et de Catherine Lavergne, Samuel Périvier a passé son enfance dans sa ville natale. Pensionnaire au petit séminaire de Montmorillon, il poursuit ses études à la faculté de droit de Poitiers. Avocat, depuis 1849, au barreau de Poitiers, où il se créera une situation considérable, il épouse, en 1853, Marie Léa Béra à Châtellerault. Entré dans la magistrature, au lendemain de la Proclamation de la République française du 4 septembre 1870, il est nommé premier avocat général, prés la Cour d’appel de Poitiers, le 3 octobre 1870. Chargé, à cette occasion, de prononcer le discours de rentrée, en octobre 1872, sa harangue, intitulée « la bienveillance chez les magistrats et les fonctionnaires » qui, bien que le texte primitif en ait dû être modifié et atténué, n’en a néanmoins pas fait grand bruit.

Promu à la fonction de procureur général à Besançon, le 5 février 1877, très actif au sein du camp républicain, ouvertement opposé à la dérive monarchiste du président de la République, le maréchal Patrice de Mac Mahon, il est rétrogradé, le 16 mai suivant, par le duc de Broglie, président du conseil et ministre de la Justice, au poste de conseiller à la Cour de Caen. Refusant ce poste de disgrâce, il démissionne avec fracas par cette lettre empreinte de hauteur d’âme et d’ironie, qui a eu alors un grand retentissement :

« Monsieur le Garde des Sceaux,
J’apprends par une dépêche qui m’est officieusement communiquée que, sur votre présentation, M. le président de la République a bien voulu me nommer conseiller à la Cour d’appel de Caen.
Mon passé, tout de dévouement à la République, et les évènements qui viennent de s’accomplir me donnaient le droit d’aspirer à l’honneur d’une franche et nette révocation.
Regrettant de n’avoir pu obtenir cette légitime, quoique très mince satisfaction, j’ai l’honneur, monsieur le Ministre, de vous envoyer ma démission. »

Apaisant l’orage politique, la chute du gouvernement Broglie, le 19 novembre 1877, lui permet de reprendre, à sa demande, ses fonctions de procureur général à Besançon « tenant, disait-il dans son discours d’installation, à remonter sur le roc ou il avait été frappé. » Il est nommé procureur général à Lyon, le 11 février 1879, par Philippe Le Royer, qui avait lui-même occupé ce poste en 1870, avant de revenir, six mois après, à Besançon comme premier président, en remplacement de Gustave Loiseau, mort subitement.
Les relations politiques qu'il entretient avec le camp républicain et plus particulièrement avec les présidents Jules Grévy et ses successeurs Sadi Carnot et Félix Faure lui valent d’être promu, de 1880 à 1883, conseiller à la Cour de cassation, procureur général prés la Cour d’appel de Paris et de finir sa carrière comme premier président de la cour d'appel de cette cour, le 12 avril 1883, poste qu’il  a occupé pendant plus de seize ans, et où il a eu à juger les causes les plus importantes et les plus retentissantes, qui ont donné lieu à des arrêts dont plusieurs sont restés mémorables, notamment l’affaire du Panama (1893) et le second procès Émile Zola devant la Cour d’assises de Versailles (1898), dont il a présidé lui-même les audiences.
Fervent républicain, il a donné une orientation nouvelle et une impulsion éclairée à la vie active des cours de justice. Son intégrité, l’équité de ses jugements, son attachement éclairé à la Loi et à la Loi constitutionnelle, lui ont valu l’admiration, entre autres, de Victor Hugo, à qui on l’avait présenté quelque temps après sa démission, lui disant : « Je suis heureux de vous serrer la main, Monsieur, car vous êtes un homme ! »
Admis à la retraite, le 20 septembre 1898, il s’est consacré pleinement à son rôle de maire d’Angles-sur-l’Anglin jusqu'à sa mort en 1902. Sa tombe située en ville basse de son village natal est décorée d'un médaillon, réalisé en 1892 par un général-sculpteur, devenu député, Eugène Riu. Le statuaire originaire d’Angles Aimé Octobre a obtenu sa première récompense au Salon de 1894 avec le buste en marbre du premier président Périvier,. Chevalier de la Légion d'honneur en 1885, il est promu officier en 1880, puis commandeur en 1887. Officier d’Académie, en 1877, officier de l’Instruction publique, en 1879.

## Principales publications
- Discours sur la bienveillance recommandée aux fonctionnaires et spécialement aux magistrats dans l’exercice de leurs fonctions, Cour de Poitiers, 4 novembre 1872, in-8º.
- Discours d’installation ù la Cour de Poitiers, de M. le procureur général Jac (août 1873) ; de M. le Procureur général Fortier-Maire (juillet 1876), in-8º.